# فرهنگ معاصر پویا
فرهنگ معاصر پویا یکی از فرهنگ‌های انگلیسی به فارسی اثر محمدرضا باطنی و همکاران است. 

## ویراست اول
ویراست اول این فرهنگ اثر محمدرضا باطنی با دستیاری فاطمه آذرمهر در سال ۱۳۷۱ منتشر و در مراسم کتاب سال جمهوری اسلامی ایران به‌عنوان کتاب برگزیده معرفی شد.